# Агротехніка
Агроте́хніка, сільськогосподарська технологія (англ. agricultural technology, agroculture, farming culture, crop management) — система прийомів вирощування сільськогосподарських культур. Рівень агротехніки визначається ступенем розвитку суспільства; кожній історичній епосі, кожному суспільному ладу властива своя агротехніка.

## Історія
В епоху первісного суспільства агротехніка була основана на примітивних знаряддях ручної праці (мотика, серп). Це був період т. з. ручного, мотичного землеробства. За античних часів розвинутих рабовласницьких господарств виникли знаряддя, які приводилися в дію за допомогою тварин (соха, плуг). В цю епоху було розроблено ряд прийомів удобрення ґрунту і догляду за рослинами, застосовувалося штучне зрошення (наприклад, Сади Семіраміди, одне з семи чудес світу). Прийоми агротехніки, пов'язані з сучасною системою широкого застосування сільськогосподарських машин, засновані на використанні наукових досягнень природознавства й агрономічних наук, почали складатися в умовах капіталістичного землеробства. В результаті розвитку машинобудування землеробство одержало ряд удосконалених сільськогосподарських машин.
У XX столітті до сільського господарства залучено трактор і комбайн, ряд інших складних машин та знарядь, збільшилось використання мінеральних добрив. Все це сприяло удосконаленню агротехніки. Проте справжній розвиток агротехніки можливий лише за організації раціональної системи землеробства, подальшого застосування досягнень науки і технології.

### В Україні
За часів Російської імперії засновниками раціональної агротехнології вирощування сільськогосподарських культур в XIX столітті були Василь Докучаєв і Павло Костичев. Вагомий внесок у розвиток зробили також Василь Вільямс (ґрунтознавство), Михайло Павлов, Дмитро Прянишников, Олександр Совєтов, Іван Стебут, Климент Тімірязєв та інші. Серед українських вчених були Анастасій Зайкевич (досліджував вплив добрив на рослини) та Олександр Ізмаїльський (розробляв агротехнічні методи боротьби з посухою). Вдосконаленням агротехнічних прийомів займалися відповідні навчальні заклади, зразкові господарства, дослідні станції (Полтавська, Харківська, Уманська).

## Завдання
Завданням агротехніки є забезпечення умов одержання високих і сталих врожаїв, збереження і підвищення родючості ґрунту, систематичне підвищення продуктивності праці і зниження собівартості сільськогосподарської продукції. Для цього потрібен використання досягнень науки (генетики, біохімії, мікробіології, агрометеорології), досвіду передових агрогосподарств, широке застосування механізації, автоматизації, комп'ютеризації та роботизації у виробничих процесах. Великий внесок у розвиток агротехніки роблять новатори аграрного виробництва. Використовуючи досягнення сільськогосподарської науки і уважно вивчаючи місцеві господарські і природні умови, вони створюють прийоми вирощування сільськогосподарських рослин, які забезпечують високу і сталу врожайність кожної культури в кожному полі сівозміни.

## Принципи
Агротехнічні прийоми диференціюють за сільськогосподарськими культурами і сортами. В Україні вони застосовуються з урахуванням районування, тобто пристосування до специфіки ґрунтово-кліматичних умов Степу, Лісостепу, Полісся, Передкарпаття і Закарпаття.
Сучасна система землеробства передбачає:
- створення захисних лісових смуг на вододілах, по схилах балок і ярів, по берегах річок і озер, навколо ставів і водойм, а також залісення і закріплення пісків;
- правильну організацію і раціональне використання земельних угідь з освоєнням польових, кормових, овочевих та ін. сівозмін;
- правильну систему обробітку ґрунту, догляд за посівами і, насамперед, широке застосування чорних, чистих та зайнятих парів, зябу і лущення стерні;
- правильну систему застосування органічних і мінеральних добрив;
- посів добірним насінням пристосованих до місцевих умов високоврожайних сортів;
- розвиток зрошення на базі використання вод місцевого стоку шляхом будівництва ставів і водойм.

До агротехніки також включають підготовку посівного і садивного матеріалу, сівбу і садіння, збирання врожаю, снігозатримання, мульчування, боротьбу з бур'янами, хворобами і шкідниками сільськогосподарських культур та ін.

## Виробничий процес
Розробляючи технологію виробництва певної сільськогосподарської продукції, перш за все планують обсяги, визначають потреби в матеріалах, забезпеченість технікою та обладнанням, складають нормативи витрат (кормів, добрив, посівного матеріалу, палива, робочих годин тощо), агротехнічні та зоотехнологічні потреби (наприклад, ступінь подрібнення кормів, глибину закладки насіння, температуру і вологість ґрунтів, обладнання тваринницьких приміщень). Відповідно до цього складають технологічні карти.

### Історія агротехнології
- Лисенко Т. Д. Агробіологія. — К., 1952.
- Мічурін І. В. Вибрані твори. — Х.–К., 1949.
- Тімірязєв К. А. Вибрані твори. — К., 1949. — Тімірязєв К. А. с.